# Bryce Lawrence
Bryce Lawrence, né le 23 décembre 1970 à Morrinsville dans la région de Bay of Plenty en Nouvelle-Zélande, est un arbitre international néo-zélandais de rugby à XV.

## Biographie
Bryce Lawrence est un arbitre de rugby à XV international néo-zélandais, né à Morrinsville dans la Bay of Plenty. Directeur d'école de formation, il devient arbitre professionnel et commence à officier en 1994 suivant les traces de son père, Keith, ancien arbitre. Lawrence arbitre 56 matchs de haut niveau y compris son premier match de NPC en 2001 avant d'officier en Super 12 pour la rencontre Chiefs-Crusaders en mars 2005. En 2008, il arbitre la demi-finale de Super 14 entre les Waratahs et les Sharks, la finale de Air New Zealand Cup et deux test matchs entre l'Australie et l'Afrique du Sud, dans le cadre du Tri-nations 2008.
En 2009, lors de la tournée des Lions britanniques et irlandais 2009 en juin en Afrique du Sud, il officie lors du premier test entre les Sud-africains et les Lions remporté par les premiers 26 à 21 le 20 juin 2009. La responsabilité de Phil Vickery est engagée, il est sévèrement pénalisé par l'arbitre Bryce Lawrence dans son duel en mêlée fermée avec Tendai Mtawarira. Son arbitrage est contesté par le capitaine des Lions Paul O'Connell et par la presse britannique. En 2010, il est le juge du dernier match du tournoi des six nations 2010 entre la France et l'Angleterre. La France l'emporte 12-10 et réussit le grand chelem. En 2011, il est le juge du premier match que l'Italie remporte contre la France au Tournoi (22-21) ; puis il se voit confier la finale du Super rugby entre les Queensland Reds et les Crusaders.
Il fait partie des dix arbitres retenus pour la Coupe du monde en Nouvelle-Zélande où il arbitre notamment le quart de finale entre l'Australie et l'Afrique du Sud, pour lequel sa prestation est très vivement critiquée.